# Автошлях Т 0204
Автошля́х Т 0204 — автомобільний шлях територіального значення у Вінницькій області. Фактично є південним обходом Вінниці шляху E50, який минає місто з півночі. Загальна довжина — 19,3 км.

## Маршрут
Автошлях проходить через такі населені пункти:
| Автошлях Т 0204            |                   |
| Вінницька область          |                   |
| Вінницький район           |                   |
|                            | перетин із E50М12 |
| Вінницькі Хутори           |                   |
| Майдан-Чапельський         |                   |
| Староміський район Вінниці |                   |
|                            | E50E583М12М21     |